# قطاع قطع زائد

في الهندسة الرياضية، يعرف قطاع القطع الزائد (بالإنجليزية: hyperbolic sector)‏ على أنه المنطقة من المستوي الديكارتي {(x,y)} محاط بشعاعين من مبدأ الإحداثيات إلى نقطتين (a, 1/a) و(b, 1/b) وبالقطع الزائد ذو المعادلة xy = 1.
تعطى مساحة قطاع القطع الزائد في وضعه العام بالعلاقة ln b